# Ravno-panelni ekran
Ravno-panelni ekran (engl. flat-panel display, FPD) je elektronski prikazni uređaj koji se koristi kako bi se ljudima omogućilo da vide sadržaj (nepokretne slike, pokretne slike, tekst ili drugi vizuelni materijal) u opsegu od zabave, potrošačke elektronike, ličnih računara i mobilnih uređaja, do mnogih vrsta medicinske, transportne i industrijske opreme. Oni su daleko lakši i tanji od tradicionalnih televizora sa katodnom cevi (CRT) i obično su debljine manje od 10 cm (3,9 in). Ekrani sa ravnim ekranom mogu se podeliti u dve kategorije uređaja za prikaz: promenljivi i statički. Promenljivi displeji zahtevaju da se pikseli periodično elektronski osvežavaju da bi zadržali svoje stanje (npr. displeji sa tečnim kristalima (LCD)). Promenljivi ekran prikazuje sliku samo kada ima bateriju ili naizmeničnu struju. Statički ekrani sa ravnim ekranom oslanjaju se na materijale čija su stanja u boji bistabilna (npr. sonijeve tablete za čitanje e-knjiga) i kao takvi, ravni ekrani zadržavaju tekst ili slike na ekranu čak i kada je napajanje isključeno. Prema podacima iz 2016. godine, ravni ekrani su gotovo u potpunosti zamenili stare CRT ekrane. U mnogim aplikacijama iz ere 2010. godine, posebno malim prenosnim uređajima kao što su prenosni računari, mobilni telefoni, pametni telefoni, digitalni fotoaparati, videokamere, usmeri-i-snimi kamere i džepne video kamere, bilo koji nedostatak prikaza ravnih ploča (u poređenju sa CRT-ovima) nadoknađuju prednosti prenosivosti (mala potrošnja energije od baterija, tankoća i laganost).
Većina ravnih ekrana iz 2010. godine koristi LCD i/ili tehnologije koje emituju svetlost (LED). Većina LCD ekrana je osvetljena pozadinom, jer se filteri u boji koriste za prikaz boja. Ekrani sa ravnim ekranom su tanki, lagani, pružaju bolju linearnost i sposobni su za veću rezoluciju od tipičnih potrošačkih televizora iz ranijih era. Najviša rezolucija za CRT televizore potrošačke klase bila je 1080i; za razliku od toga, mnogi ravni paneli mogu prikazati 1080p ili čak 4K rezoluciju. Od 2016. godine neki uređaji koji koriste ravne panele, poput tablet računara, pametnih telefona i, ređe, prenosnih računara, koriste ekrane osetljive na dodir, funkciju koja omogućava korisnicima da odaberu ikone na ekranu ili pokrenu radnje (npr. prikazivanje digitalnog video zapisa) dodirom ekran. Mnogi uređaji sa ekranom osetljivim na dodir mogu na ekranu da prikazuju virtuelni QWERTY ili numeričku tastaturu kako bi korisniku omogućili da kuca reči ili brojeve.
Multifunkcionalni monitor (engl. multifunctional monitor, MFM) je displej sa ravnim ekranom koji ima dodatne video ulaze (više od tipičnog LCD monitora) i dizajniran je za upotrebu sa raznim spoljnim video izvorima, kao što su VGA ulaz, HDMI ulaz sa VHS VCR-a ili konzolu za video igre i, u nekim slučajevima, USB ulaz ili čitač kartica za gledanje digitalnih fotografija. U mnogim slučajevima MFM takođe uključuje TV tjuner, što ga čini sličnim LCD televizoru koji nudi računarsku povezivost.

## Istorija
Prvi inženjerski predlog za televizor ravnog ekrana dao je Dženeral elektrik 1954. godine kao rezultat svog rada na radarskim monitorima. Objavljivanje njihovih otkrića postavilo je osnove budućih televizora sa ravnim ekranom i monitora. Ali GE nije nastavio sa potrebnim istraživanjem i razvojem, i u to vreme nije izgradio funkcionalni ravni panel. Prvi proizvodni ekran sa ravnim ekranom bila je Ajkenova cev, razvijena početkom pedesetih godina prošlog veka i proizvedena u ograničenim brojevima 1958. godine. To je našlo izvesnu primenu u vojnim sistemima kao glavni ekran i kao monitor osciloskopa, ali konvencionalne tehnologije su prestigle njegov razvoj. Pokušaji komercijalizacije sistema za kućnu televiziju nailazili su na stalne probleme i sistem nikada nije pušten u prodaju.
Filko Predikta je imao relativno ravnu (za svoje vreme) postavu katodne cevi i bio bi prvi komercijalno objavljeni „ravni panel“ nakon lansiranja 1958; Predikta je bila komercijalni neuspeh. Panel za plazma displej izumljen je 1964. godine na Univerzitetu u Ilinoisu, prema podacima sajta Istorija plazma displeja.

### LCD displeji
MOSFET (metal-oksid poluprovodnički tranzistor sa efektom polja ili MOS tranzistor) izumeli su Mohamed M. Atala i Davon Kang u Belovim laboratorijama 1959. godine, i predstavili su izum 1960. godine. Nadovezujući se na njihov rad, Pol K. Vejmer iz RCA razvio je tankoslojni tranzistor (TFT) 1962. To je bio tip MOSFET-a koja se razlikovao od standardnog MOSFET-a. Ideju o LCD-u zasnovanom na TFT-u osmislio je Bernard J. Lečner iz RCA Laboratorija 1968. godine. B.J.Lečner, F.J.Marlov, E.O. Nester i J. Tults su demonstrirali koncept 1968. godine sa dinamičkim rasipanjem LCD-a koji je koristio standardne diskretne MOSFET-e.
Prvi elektroluminescentni displaj (ELD) sa adresiranjem aktivnom matricom napravljen je pomoću TFT-a u Departmanu za tanke filmove T. Peter Brodija u kompaniji Vestinghaus Elektrik korporacija 1968. Godine 1973, Brodi, J. A. Asars i G. D. Dikon iz Vestinghausovih istraživačkih laboratorija demonstrirali su prvi tankoslojni-tranzistorski ekran sa tečnim kristalima (TFT LCD). Brodi i Fang-Čen Luo su demonstrirali prvi ravni aktivno-matrični displej sa tečnim kristalnima (AM LCD) upotrebom TFT-a 1974. godine.
Do 1982. godine u Japanu su razvijeni džepni LCD televizori zasnovani na LCD tehnologiji. 2,1-inčni Epson ET-10, Epson Elf je bio prvi džepni LCD televizor u boji, plasiran 1984. godine. Godine 1988, istraživački tim kompanije Šarp predvođen inženjerom T. Nagajasuom demonstrirao je 14-inčni LCD ekran u boji, koji je uverio elektronsku industriju da će LCD na kraju zameniti CRT uređaje kao standardnu televizijsku displejnu tehnologiju. Prema podacima od 2013. godine, svi moderni visokokvalitetni elektronski uređaji za vizuelni prikaz visoke rezolucije koriste TFT bazirane displeje sa aktivnom matricom.

### LED displeji
Prvi upotrebljivi LED ekran razvio je Hjulet-Pakard (HP) i predstavio ga 1968. To je rezultat istraživanja i razvoja (R&D) praktične LED tehnologije između 1962. i 1968. godine, od strane istraživačkog tima Hauarda C. Bordena, Džeralda P. Pighina i Mohameda M. Atala, iz HP Asošiejts i HP Labs. U februaru 1969, oni su predstavili numerički indikator HP Model 5082-7000. To je bio prvi alfanumerički LED displej i predstavljao je revoluciju u tehnologiji digitalnih displeja, zamenjujući Niksijevu cev za numeričke displeje i postajući osnova za kasnije LED ekrane. Godine 1977, Džejms P Mičel je napravio prototip i kasnije demonstrirao verovatno najraniji monohromatski ravni TV ekran sa ravnim dislejom.
Čing V. Tang i Stiven Van Slajk iz kompanije Istman Kodak napravili su prvi praktični organski LED (OLED) uređaj 1987. godine. Godine 2003, Hiniks je proizveo organski EL drajver sposoban za osvetljenje u 4.096 boja. Godine 2004, Soni Kvalija 005 bio je prvi LCD ekran sa LED osvetljenjem. Soni XEL-1, objavljen 2007. godine, bio je prvi OLED televizor.

## Literatura
- Waldrop, M. Mitchell (новембар 2007). „Brilliant Displays”. Scientific American (print). Scientific American, Inc. стр. 94—97. „(subtitle) A new technology that mimics the way nature gives bright color to butterfly wings can make cell phone displays clearly legible, even in the sun's glare.”
- Graham-Rowe, Duncan (октобар 2007). „Epaper Displays Video”. Technology Review (print). Technology Review, Inc. „(subtitle) A novel electronic-paper display developed by Qualcomm can deliver high-quality video images, making it more versatile than other e-paper technologies.”